# Pachytullbergiidae
Famille
Les Pachytullbergiidae sont une famille de collemboles.
Elle comporte six espèces dans deux genres.

## Liste des genres
Selon Checklist of the Collembola of the World (version du 21 septembre 2019) :
- Pachytullbergia Bonet, 1947
- Sensiphorura Rusek, 1976

## Publication originale
- Stach, 1954 : The Apterygotan fauna of Poland in relation to the world-fauna of this group of insects, Family: Onchyiuridae. Polska Akademia Nauk, Instytut Zoologiczny p. 1-219.